# Le Cid (Jean Vilar)
Pour l’article homonyme, voir Le Cid.
Le Cid de Pierre Corneille fut mis en scène par Jean Vilar et joué lors du festival d'Avignon en 1949, 1950 et 1951.

## 1949
Le Festival a lieu du 21 juillet au 14 août dans la Cour d’honneur du Palais des papes. Aucune pièce n'est jouée les 30, 31 juillet et 1er août. Quatre pièces sont présentées dont Le Cid de Corneille. C’est la première représentation de cette pièce lors du Festival d’Avignon, dite « la plus fraîche de notre littérature dramatique », dont les gens espèrent beaucoup.

### Distribution
Elle est jouée par Jean-Pierre Jorris (Don Rodrigue), Françoise Spira (Chimène), Yves Brainville (Don Gomès) et Henri Rollan (Don Diègue).
Les autres interprètes sont Nathalie Nerval (l’infante de Castille), Jean Négroni (Don Sanche), William Sabatier (Don Alonse), Charles Denner (Don Arias), Hélène Gerber (Léonore), Madeleine Silvain (Elvire) et André Schlesser (le page de l’infante).
L’assistance de mise en scène est assurée par Maurice Coussonneau, la musique, écrite par Georges Delerue, les dessins des costumes, par Léon Gischia, la réalisation des costumes par Alyette Samazeuilh et Henri Lebrun, la régie est assurée par Valentine Schlegel, et les éclairages, par Pierre Saveron.

### Mise en scène
Jean Vilar a voulu remettre la pièce dans son contexte historique : un style castillan et des costumes du XVIe siècle espagnol. Il participe d’ailleurs lui-même à la pièce, avec le rôle de Don Fernand.
Les répétitions des spectacles commencent à partir de juin et se font d’abord à Paris, puis à Avignon,,,,,.

## 1950
Cette année-là, les trois pièces représentées sont Le Cid de Pierre Corneille, Le Profanateur de Thierry Maulnier et Henry IV de William Shakespeare.
Selon les journalistes, Jean Vilar est comme un restaurateur pour la pièce de Corneille tout en changeant sa mise en scène.

### Distribution
Jean Vilar joue lui-même le rôle du roi, Françoise Spira joue Chimène, Jorris Meaulne joue Rodrigue, Nathalie Nerval joue l'infante, Pierre Valde joue Don Diègue, Marcelle Tassencourt joue Elvire, Monique Chaumette joue Léonore, Roger Karl joue Don Gomez. Les costumes sont de Léon Gischia.

### Organisation des spectacles
Des représentations exceptionnelles de nombreuses pièces de Jean Vilar dont Le Cid sont jouées lors des « Quatre Journées de Jeunes » durant lesquelles les pièces seront suivies par des débats conduits par Jean Vilar dans la Grande Cour du Palais des papes,,.

## 1951

### Distribution
Cette année-là, pour Le Cid, les rôles ont été distribués ainsi : le roi pour Jean Vilar, Don Rodrigue pour Gérard Philipe, Dona Chimène pour Françoise Spira, Don Diègue pour Pierre Asso, Don Gormas pour Jean Leuvrais, l'infante pour Monique Chaumette, Don Sanche pour Jean Négroni, Don Alonse pour Jean-Paul Moulinot, Léonore pour Geneviève Favre, Elvire pour Lucienne Le Marchand, le serviteur de la scène et le garde pour André Schlesser.
Gérard Philipe était au départ effrayé à l'idée de jouer Don Rodrigue, mais il a finalement accepté pour ne pas avoir de regrets.
La mise en scène est de Jean Vilar et les costumes dessinés par Léon Gischia et créés par Alyette Samazeuilh et Henri Lebrun.
La musique, un quintette à corde, est jouée par les concerts Lamoureux et dirigé par Maurice Jarre.
La distribution des petits rôles s'effectue avec de grands acteurs, chose rare au théâtre. Cette distribution s'est d'ailleurs faite dans un grenier avec tous les acteurs réunis autour d'une table,,.